# Voltigering
Voltigering er akrobatik på ryggen af en galoperende hest og udøves enten som holdsport (gruppevoltigering) eller som individuel (enkeltvoltigering). Hesten longeres af en longefører i en taktfast galop. Deltagerne hopper fra jorden op på hestens ryg og udfører en eller flere obligatoriske øvelser. man kan også lave kur hvor man enten enkeltvis eller flere ad gangen. Ud over voltigernes øvelser på hesten bedømmes også hestens galop og løngeførers evne til at longere hesten korrekt. man kan også udføre øvelserne i skridt.

## Officiel disciplin
Som idrætsgren var det tyskerne, der i slutningen af 50'erne tog sporten op igen, lavede regler og arrangerede konkurrencer – dengang kun for gruppevoltigering. I 1963 blev det første tyske mesterskab for grupper afholdt, men der skulle gå endnu 20 år, før voltigeringen kom til Danmark som en officiel disciplin under DRF og samtidig blev en disciplin under FEI. Det første Europamesterskab blev afholdt i Ebreichsdorf, Østrig i 1984 og var både for grupper og enkeltvoltigerere. Det første danske mesterskab blev afholdt i 1983.

## Voltigering i Danmark
Voltigering i Danmark har udviklet sig meget de sidste par år. I år er der flere danske stævner end tidligere. Der er også kommet et nyt landshold, som til EM i år 2007 fik en 5. plads. Det er den bedste danske placering nogensinde. der holdes mange stævner i Danmark nu. der er Fx LM og DM.

## Voltigering over hele verden
I dag dyrkes der voltigering i mange lande, således var der ved sidste EM og VM deltagelse fra Australien, New Zealand, Ungarn, Slovakiet, Tjekkiet, Polen, Østrig, Schweiz, Tyskland, Frankrig, Spanien, Holland, England, Danmark, Sverige, Finland, Canada, USA, Argentina og Brasilien. Siden er Norge kommet til, og der har været voltigeringskurser i Fjernøsten. Voltige Klubben Tommysminde (VKT) er den eneste rideskole med kun voltigering, i Danmark. der er også en voltigeklub i Roskilde som hedder: Roskilde Voltige Team ( RVT). RVT optræder fx også på Roskilde dyreskue. der er kun 3 hold og nogle individuelle udøvere.